# Коирала, Гириджа Прасад
Гириджа Прасад Коирала, (непальск. गिरिजा प्रसाद कोइराला; 4 июля 1924, Сахарса, Британская Индия — 20 марта 2010, Катманду) — непальский политический деятель, премьер-министр Непала с 26 мая 1991 до 30 ноября 1994 года, с 15 апреля 1998 до 31 мая 1999 года, с 22 марта 2000 до 26 июля 2001 и с 27 апреля 2006 до 18 августа 2008 года, после отрешения от власти короля Гьянендры с 15 января 2007 исполнял обязанности главы государства, с провозглашением республики 28 мая 2008 до 23 июля — исполняющий обязанности Главы государства Непал.

## Биография
В 1947 году начал свою карьеру как профсоюзный лидер, был организатором забастовки на джутовой фабрике в Биратнагаре, подвергся с товарищами правительственным репрессиям, в 1948 году основал Nepal Mazdoor Congress, позже переименованный в Непальский конгресс тред-юнионов — независимый. Вместе с братом Бишвешваром Прасад Коиралой участвовал в создании партии Непальский Конгресс.
В 1952—1960 годах был председатель партии Непальский Конгресс в провинции Моранг. С 1960 до 1967 годы находился в тюремном заключении по обвинению в подготовке свержения короля Махендры. Затем до 1979 года находился в политическом изгнании в Индии вместе с другими партийными активистами.
В 1975—1991 годах занимал должность генерального секретаря Непальского конгресса. На первых демократических выборах в 1991 году избран в Учредительное собрание (парламент) Непала, а Конгресс получил 110 из 205 депутатских мест.
С 1991 по 1994 годы был премьер-министром Непала. В эти годы были приняты решения о либерализации образования, средств массовой информации и здравоохранения, основаны ряд высших учебных и медицинских заведений. Например, при содействии правительства КНР была открыта онкологическая клиника в Бхаратпуре. Потерпел поражения на выборах 1994 году и ушёл в отставку.
В 1998—1999 годах во второй раз находился на посту премьер-министра, сначала в правительстве меньшинства, а затем в коалиции с Коммунистической партией Непала (объединённой марксистско-ленинской).
В 2000 и 2001 годах вновь премьер-министр страны, после того как с группой своих сторонников добился отставки Кришны Прасад Бхаттараи, приведшего Непальский Конгресс к победе на парламентских выборов и ставшего во главе кабинета министров. В этот период активизировалась гражданская война с маоистской коммунистической партией, правительство обвинялось в коррупции. После расстрела во дворце короля Бирендры и членов его семьи под грузом обвинений в неспособности улучшить положение дел в стране уходит в отставку.
Ещё за несколько дней до гибели королевской семьи Катманду был парализован организованной по призыву шести левых партий трёхдневной всеобщей забастовкой с требованием отставки правительства Коиралы. Отставки Г. П. Коиралы требовал и его однопартиец Шер Бахадур Деуба, который видел в неуступчивости премьер-министра главное препятствие на пути достижения мира. Деуба возглавлял правительственную делегацию на переговорах с маоистами и был крайне недоволен действиями правительства, нескоординированными с ходом переговоров.
В 2002—2007 годах Непальский конгресс был расколот: левое крыло во главе с Шер Бахадур Деубой создало отдельную партию Непальский конгресс (демократический); консервативное крыло продолжал возглавлять Г. П. Коирала. С 2006 по 2008 годы снова на должности премьер-министра Непала, утверждённый Альянсом семи партий. В период с 2007 до 2008, после введения в действие временной Конституции, одновременно исполнял обязанности главы государства.
После июньских выборов 2008 года в Учредительное собрание предлагался Непальским конгрессом на пост премьер-министра, однако победившая в ходе голосования Объединённая коммунистическая партия Непала (маоистская) отвергла это предложение.
Находясь в отставке, основал демократический фронт, объединяющий политические силы, которые выступают за укрепление демократии и либерализацию политической жизни в стране.